# إرنست ناخب ساكسونيا

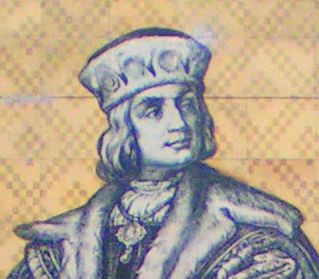
Bildnis auf dem Dresdner Fürstenzug

إرنست ناخب ساكسونيا (بالألمانية: Ernst von Sachsen)‏ (مايسن، 24 مارس 1441 - كولديتس ، 26 أغسطس 1486) الأمير الناخب لساكسونيا من 1464 حتى 1486.
إرنست هو مؤسس وسلف خط إرنستيني من حكام ساكسونيا، وأيضا هو الجد الأكبر  لألبرت دي ساكس-كوبرغ وغوتا.

## حياته
هو الابن الثاني (ولكن الرابع في الترتيب) من ثمانية أبناء لـ فريدرخ الثاني ناخب ساكسونيا ومارغريت من النمسا شقيقة الإمبراطور فريدرخ الثالث.
مع وفاة شقيقه الأكبر فريدرخ في 1451، أصبح الوريث الواضح لـ ناخب ساكسونيا، وفي 1455 اختطف مع شقيقه الأصغر ألبرخت من قبل الفارس كونتس فون كوفونجين في حادثة شهيرة عُرفت في التاريخ الألماني بـ سرقة الأمراء (Prinzenraub)؛ عُثر على شقيقه ألبرخت في نفس الليلة التي تم فيها الاختطاف، في حين فُرج عنه بعد أربعة أيام، وإما مصير كونتس كان هو الإعدام في سوق فرايبرغ في 14 يوليو 1455.
خلف والده بعد وفاته في 1464، واستطاع ضم تورينغيا في 1482 بعد وفاة عمه فيلهلم، وبعد ثلاث سنوات في 1485 من خلال معاهدة لايبزيغ تم تقسيم ممتلكات العائلة بينه وبين شقيقه ألبرخت.
وفقاً لمعاهدة حصل على أراضي حول فيتنبرغ، والجزء الجنوبي من تورينغيا، فوغتلاند، وأجزاء من بليسنرلاند، واختر فيتنبرغ كـ مكان إقامته.

## الذرية
في لايبزيغ في 19 نوفمبر 1460 تزوج من إليزابيث ابنة ألبرخت الثالث دوق بافاريا-ميونخ؛ وكان لديهم سبعة أبناء:-
- كريستينا (25 ديسمبر 1461 - 8 ديسمبر 1521)؛ تزوجت من هانز ملك الدنمارك والسويد.
- فريدرخ الثالث، ناخب ساكسونيا (17 يناير 1463 - 5 مايو 1525).
- إرنست (26 يونيو 1463 - 3 أغسطس 1512)؛ رئيس أساقفة ماغدبورغ (1476-1480)، ثم أسقف هالبرشتات.
- أدالبرت (8 مايو 1468 - 16 أغسطس 1484).
- يوهان، ناخب ساكسونيا (30 يونيو 1468 - 16 أغسطس 1532).
- مارغريت (4 أغسطس 1469 - 7 ديسمبر 1528)؛ تزوجت من هاينريش الأوسط، دوق براونشفايغ-لونيبورغ.
- فولفغانغ (ح.1473 - ح.1478).